# Кубок Латвийской ССР по футболу 1990
Ку́бок Ла́твийской ССР по футбо́лу 1990 го́да — очередной розыгрыш Кубка Латвийской ССР, а также 48-й розыгрыш Кубка Латвии по футболу.

## 1/32 финала
| Команда 1             | Счёт | Команда 2              |
| --------------------- | ---- | ---------------------- |
| Старт (Броцены)       | 4:1  | Мотор (Рига)           |
| Сельмаш (Рига)        | 5:0  | РЭЗ (Рига)             |
| Фарфорист (Рига)      | 4:0  | РЭМЗ (Рига)            |
| Локомотив (Вентспилс) | 1:2  | Коммутатор (Рига)      |
| Сельмаш (Елгава)      | 6:3  | Автокомбинат №2 (Рига) |
| Кристалл (Ливаны)     | 0:2  | Локомотив (Даугавпилс) |
| 9 Мая (Рижский район) | 3:0  | Резекне-2/Торпедо      |
| Монолит (?)           | 2:6  | Альфа (Рига)           |

| Команда 1        | Счёт | Команда 2        |
| ---------------- | ---- | ---------------- |
| Сельмаш (Елгава) | 2:4  | Фарфорист (Рига) |

## 1/16 финала
| Команда 1                 | Счёт | Команда 2             |
| ------------------------- | ---- | --------------------- |
| Юрниекс (Рига)            | 4:0  | 9 Мая (Рижский район) |
| Латгале (Резекне)         | 3:2  | Нива (Даугавпилс)     |
| Адитайс (Огре)            | 5:3  | Бетон (Вангажи)       |
| Локомотив (Даугавпилс)    | 4:3  | Варпа (Илуксте)       |
| Сарканайс квадратс (Рига) | 4:3  | Ригас аудумс (Рига)   |
| Гауя (Валмиера)           | 2:1  | Сельмаш (Рига)        |
| Целтниекс (Рига)          | 4:0  | Портовик (Рига)       |
| Светотехника (Рига)       | 5:2  | Фарфорист (Рига)      |

| Команда 1       | Счёт | Команда 2         |
| --------------- | ---- | ----------------- |
| Старт (Броцены) | 4:1  | Коммутатор (Рига) |
| Дизелист (Рига) | 3:2  | Старт (Рига)      |

## 1/8 финала
| Команда 1              | Счёт | Команда 2                 |
| ---------------------- | ---- | ------------------------- |
| Сборная студентов      | 3:2  | Целтниекс (Рига)          |
| Дизелист (Рига)        | 3:2  | Старт (Броцены)           |
| Строитель (Даугавпилс) | 2:1  | Сарканайс квадратс (Рига) |
| Латгале (Резекне)      | 5:0  | Локомотив (Даугавпилс)    |
| Гауя (Валмиера)        | 4:0  | Металлург (Лиепая)        |

| Команда 1           | Счёт | Команда 2      |
| ------------------- | ---- | -------------- |
| Пардаугава (Рига)   | w:0  | Юрниекс (Рига) |
| Адитайс (Огре)      | 1:0  | РАФ (Елгава)   |
| Светотехника (Рига) | 2:1  | ВЭФ (Рига)     |

## 1/4 финала
| Команда 1         | Счёт | Команда 2      |
| ----------------- | ---- | -------------- |
| Латгале (Резекне) | 1:0  | Торпедо (Рига) |

| Команда 1              | Счёт | Команда 2         |
| ---------------------- | ---- | ----------------- |
| Светотехника (Рига)    | 3:0  | Адитайс (Огре)    |
| Строитель (Даугавпилс) | 1:0  | Пардаугава (Рига) |

## 1/2 финала
| Команда 1           | Счёт | Команда 2              |
| ------------------- | ---- | ---------------------- |
| Даугава-СКИФ (Рига) | 3:0  | Латгале (Резекне)      |
| Светотехника (Рига) | 2:1  | Строитель (Даугавпилс) |

## Финал
| Команда 1           | Счёт         | Команда 2           |
| ------------------- | ------------ | ------------------- |
| Светотехника (Рига) | 0:0 (п. 2:4) | Даугава-СКИФ (Рига) |

| Светотехника                            | 0:0 (д. в.) п. 2:4 | Даугава-СКИФ                                              |
| Васильев · Натальин · Семёнов · Яковлев | Пенальти           | Горячилов · Салов · Костенко · Землинский · Благонадеждин |

|  | Олейник |  | В |

| В |  | О. Матисон          |  |
|   |  | Ивар Звирбулис      |  |
|   |  | Михаил Землинский   |  |
|   |  | Эйнар Гнедой        |  |
|   |  | Янис Антоневич      |  |
|   |  | Александр Страдыньш |  |
|   |  | Артур Шкетов        |  |
|   |  | А. Костенко         |  |
|   |  | И. Салов            |  |
|   |  | Александр Елисеев   |  |
|   |  | Евгений Горячилов   |  |
|   |  | Олег Благонадеждин  |  |

|  |  | Юргис Пучинскас |
|  |  | А. Семёнов      |
|  |  | Р. Ниедре       |
|  |  | Н. Кибартас     |
|  |  | Л. Рожков       |
|  |  | И. Хахель       |

|  | Олейник |  | В |

| В |  | О. Матисон          |  |
|   |  | Ивар Звирбулис      |  |
|   |  | Михаил Землинский   |  |
|   |  | Эйнар Гнедой        |  |
|   |  | Янис Антоневич      |  |
|   |  | Александр Страдыньш |  |
|   |  | Артур Шкетов        |  |
|   |  | А. Костенко         |  |
|   |  | И. Салов            |  |
|   |  | Александр Елисеев   |  |
|   |  | Евгений Горячилов   |  |
|   |  | Олег Благонадеждин  |  |

|  |  | Юргис Пучинскас |
|  |  | А. Семёнов      |
|  |  | Р. Ниедре       |
|  |  | Н. Кибартас     |
|  |  | Л. Рожков       |
|  |  | И. Хахель       |